# آکادمی علوم و هنرهای تلویزیون
آکادمی علوم و هنرهای تلویزیون (انگلیسی: Academy of Television Arts & Sciences) همچنین به‌طور خلاصه با نام آکادمی تلویزیون شناخته می‌شود، یک سازمان غیردولتی حرفه‌ای است که به پیشرفت صنعت تلویزیون در ایالات متحده اختصاص دارد. این سازمان در سال ۱۹۴۶ تأسیس شد.